# Demi-brigade de Légion étrangère
La Demi-brigade de la Légion étrangère est une unité éphémère qui regroupa en Indochine l’ensemble des BFC (bataillons formant corps) issus du 1er REI. Elle deviendra le 1er septembre 1930 le 5e régiment étranger d’infanterie.

## Création et différentes dénominations
- 2 août 1930 formation de la demi-brigade de Légion étrangère ;
- 1er septembre 1930 par changement d'appellation la demi-brigade devint 5e régiment étranger d’infanterie

## Historique des garnisons, campagnes et batailles
Le 1er septembre 1930, les BFC du 1er REI et le 1er bataillon du 1er REI nouvellement arrivé en Extrême-Orient permettent la constituer les quatre bataillons du 5e REI :
- 4e BFC devient I/5e REI : 1er bataillon du 5e REI
- 7e BFC devient II/5e REI : 2e bataillon du 5e REI
- 9e BFC devient III/5e REI : 3e bataillon du 5e REI
- 1er bataillon du 1er REI devient IIII/5e REI : 4e bataillon du 5e REI

Néanmoins les BFC restent « bataillon formant corps » jusqu’au 1er avril 1931.

## Chefs de corps
- Demi-brigade de la Légion étrangère en Indochine (2 au 31 août 1930).
  - 1930 Lcl Debas Jean.

- 9e BFC du 1er REI
  - 1926 Chef de bataillon Prieur.
  - 1927 Chef de bataillon  Maire.
  - 1929 Chef de bataillon Lorillard

- 7e  BFC du 1er REI
  - 1927-1929 Chef de bataillon Boutry
  - 1929-1930 Chef de bataillon Kratzert

- 4e BFC du 1er REI
  - 1930 Chef de bataillon Lambert.

## Sources et bibliographie
- Historique du régiment du Tonkin - D'après : l'historique du 5e REI 1883 - 1959, les articles de Georges d'Ossau, publiés dans KB de 1956 à 1957 et de 1963 à nos jours, les JMO du 5e RMP  de 1963 à 2000 (ouvrage collectif - Imp Seripole - 1991
- 5e Etranger - Historique du régiment du Tonkin T 1 - Ed Lavauzelle - Collectif (Cne (er) Mahuault, aspirant Lafaye (thèse de doctorat en histoire), lieutenant-colonel Peron, missionnés par le commandement de la Légion étrangère.
- Légionnaires et bâtisseurs, L'Harmattan, 2006 Jean-Paul Mahuault
- Plaquette pour cérémonie de dissolution du 5e RE en 2000 - Collectif KB - Droits réservés SAMLE Rédacteur
- Répertoire des chefs de corps - Centre de documentation de la Légion étrangère.[précision nécessaire]